# Toboztermők
A toboztermők (Pinophyta) a növényvilág (Plantae) egyik törzse. Korábbi nevük (Coniferophyta) a mindkét osztályára jellemző tobozvirágzatra utal (conus). Ez a nyitvatermők legismertebb, legelterjedtebb és legtöbb fajt számláló csoportja mintegy 60 nemzetséggel és 600-nál is több fajjal – ebben van némi bizonytalanság, mert egyes szakemberek önálló fajként különítenek el olyan taxonokat, amelyek mások rendszereiben csak alfajok. Mivel számos fajukat dísznövénynek termesztik, mára több ezer kertészeti változatukat nemesítették ki.

## Rendszertani helyzetük
Régebbi rendszerezés szerint (például Soó Rezső, Hortobágyi Tibor) szerint a nyitvatermők törzsének (Gymnospermatophyta) egyik altörzse, Coniferophytina vagy Pinophytina néven. Mára a filogenetikus rendszerek újabb kutatási módjai folytán (mikromorfológia, genetika, biokémia) külön törzsként helyezték el a növényvilágban. Közös jellemzőjük eredetileg a stachyosporia volt, tehát hogy magkezdeményeik tengelyen ülnek. Ez a nyitvatermő ősfáknál (Cordaitales) jelent meg, azok magkezdeményei még hosszú tengelyeken ültek, vékony murvalevelek (bractea) védelmében – ez ma már csak a páfrányfenyőknél (Ginkgopsida) érzékelhető,. A mai tűlevelűek (Pinopsida) tobozvirágzata ebből a tengelyek megrövidülésével és a murvalevelek ellaposodásával fejlődött ki. A tiszafafélék (Taxaceae) virágzata redukált toboz: csak egy magányos tengelycsúcsi sporangium maradt, ami mellett a sporofillum elcsökevényesedett.

### Rendszerezésük

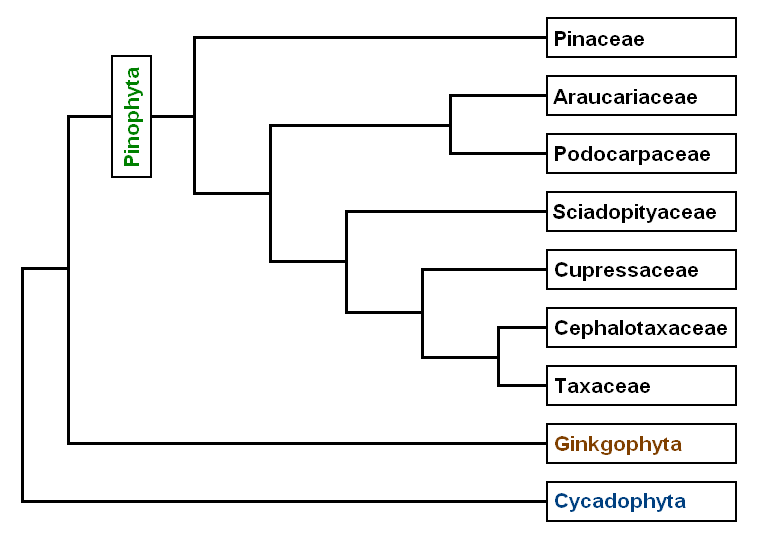
A toboztermők leszármazási fája a molekuláris genetikai adatok kladisztikus
elemzése alapján. Az adatok származási helye: A. Farjon and C. J. Quinn & R. A. Price in the Proceedings of the Fourth International Conifer Conference, Acta Horticulturae 615 (2003)

Klasszikus rendszertani felosztásukat Adolf Engler (Heinrich Gustav Adolf Engler, 1844–1930) dolgozta ki, és hét családjukat különítette el:
- erdeifenyő-félék (Pinaceae),
- ciprusfélék (Cupressaceae),
- mocsárciprusfélék (Taxodiaceae),
- araukáriafélék (Araucariaceae),
- kőtiszafafélék (podokarpuszfélék, Podocarpaceae),
- áltiszafafélék (Cephalotaxaceae) és
- tiszafafélék (Taxaceae).

A rendszert az 1980-as években Armen Tahtadzsján finomította; rendszerében a főbb csoportok száma nyolcra nőtt. A molekuláris genetikai eredmények ezt a csoportosítást is átírták, de fontos eredményként kiderült, hogy maga a taxon monofiletikus. Kladogramjukon alapi helyzetben a fenyőfélék (Pinaceae) családja van, vagyis ők az összes többi családnak testvércsoportja. További lényeges felismerés, hogy a tiszafafélék magános magkezdeménye nem különíti el őket a korábban vélt mértékben, mivel „csak” a toboz erőteljes redukciójának az eredménye. Nem meglepő módon a tiszafafélék testvércsoportja az áltiszafaféléké, és ez a közös klád közvetlenül a ciprusfélékhez csatlakozik. A korszerű vizsgálatok alapján a 2000-es évek elején az áltiszafaféléket beolvasztották (a tiszafák (Taxaceae) közé.
Ha a „ciprus” megjelenésű fajokat a korábbi szerzők szerint két családba (Cupressaceae, Taxodiaceae) osztanánk, utóbbi parafiletikus lenne, tehát célszerű ezeket egy tágabb értelemben vett Cupressaceae családban egyesíteni. Feltűnt viszont egy új, monotipikus család, a Sciadopityaceae — ennek egyetlen faja korábban a mocsárciprusfélék között szerepelt, de egyesek már korábban is javasolták elkülönítését. A délszaki fenyők két eklatáns csoportja, a kőtiszafafélék (Podocarpaceae) és az araukáriafélék (Araucariaceae) ugyancsak testvércsoportoknak bizonyultak.
- Toboztermők (Pinophyta) törzse
  - †Nyitvatermő ősfák (Cordaitopsida) osztálya
    - †Cordaitales rend

  - Tűlevelűek (Pinopsida) osztálya
    - Fenyőalakúak (Pinales) rendje
      - Araukáriafélék (Araucariaceae) családja
      - †Arctopityaceae család
      - Áltiszafafélék (Cephalotaxaceae) családja
      - †Cheirolepidiaceae család
      - Ciprusfélék (Cupressaceae) családja
      - Fenyőfélék (Pinaceae) családja
      - Kőtiszafafélék (Podocarpaceae) családja
      - Ernyőfenyőfélék (Sciadopityaceae) családja — monotipikus, egyetlen faja a japán ernyőfenyő (Sciadopitys verticillata)
      - Tiszafafélék (Taxaceae) családja

    - †Vojnovskyales rend
    - †Voltziales rend

## Származásuk, elterjedésük
Egyes kutatók (Lam, Mägdefrau) a stachyosporia alapján a korpafüvekből (Lycopsida, Lycophyta) vezették le őket a 19. században, a magvaspikkelyfákban (Lepidospermae) látva elődeiket. Soó még ide helyezte a csikófarkfélék osztályát (Ephedropsida) is.
Legkorábban megjelent képviselőik valószínűleg a nyitvatermő ősfák lehettek. Hozzájuk képest a többi csoport tagjai egyrészt egyszerűsödtek, másrészt szert tettek több új, értékes tulajdonságra (facsövek, viráglepel, kettős megtermékenyítés, rovarbeporzás, 2 sziklevél).
A toboz kialakulásában két fontos kihalt rend játszott fontos szerepet. A nyitvatermő ősfák (Cordaitales) a karbon időszakban jelentek meg, bizonytalan eredettel. Régebbi vélemények szerint közvetlenül az előnyitvatermőktől származtak (az Archaeopterisre utalnak a spirálisan álló, egyszerű levelek, a tracheidák, az eusztéle és a heterospória). Ebben az esetben a nyitvatermők eredete igen erősen polifiletikus lenne. Ezért elfogadottabb az a feltételezés, hogy nem közvetlenül, hanem a magvaspáfrányok „beiktatásával” származhattak az előnyitvatermőktől (hogy melyekből, az igen kérdéses).
A másik fontos, kihalt csoport az ősfenyők (Voltziales) rendje, amely a késő karbontól egészen a juráig megvolt a Föld flórájában; virágkorát a permben és a triászban élte. A korai ősfenyők egyik jellegzetes képviselője az Emporia, amely — anélkül, hogy a közvetlen leszármazást bizonyítottnak vennénk — több szempontból eltér a nyitvatermő ősfáktól. A női jellegű oldalhajtáson a másodrendű hajtások már spirálisan állnak és ellaposodnak, maguk a pikkelyek viszont szórtak, a magkezdemény pedig fordított állású. A perm korú ősfenyőknél (pl. Pseudovoltzia spp.) a másodrendű kis hajtások pikkelyei összenőttek és a magkezdemények száma csökkent, viszont a murvapikkely megmaradt (49.e. ábra). Ez a struktúra már erősen emlékeztet a mai fenyőfélék (Pinaceae) magvas tobozára. Ezek szerint tehát az oldalhajtás a mai fenyők tobozának tengelyével homológ.

## Megjelenésük, tulajdonságaik
Örökzöld, fás szárú növények tű- vagy pikkelylevelekkel Többnyire fák; a ciprusfélék (Cupressaceae) lehetnek cserjék. Külön porzós és termős virágaik felépítése és gyakran elhelyezkedése is igen eltérő. A termőlevelek termőpikkelyekké forrnak össze. A magkezdemények megfásodó, meddő fellevelek tövében nőnek; ezek együttese a toboz.
A taxon igen változatos formákat ölel fel, különösen ha a kihalt osztályokat, illetve rendeket is figyelembe vesszük. Emiatt minden egyöntetűen érvényes jellemzésük nem adható; sok a kivétel.
Törzsük gazdagon elágazó; hosszanti elemei tracheidák, a keresztirányúak bélsugarak. Többségük fatermetű, de vannak cserje-, sőt törpecserje fajaik is.
Leveleik épek, általában kicsik. Tipikusan tű vagy pikkely alakúak egy-két érrel, ritkábban laposak és lándzsásak sok levélérrel (tehát a „tűlevelű” jelleg nem általános). Legtöbbjük örökzöld. A levelek jellemzően zöldek vagy legalább zöld árnyalatúak. A sárgás levelű változatok klorofillhiányosak és általában érzékenyebbek az alapfajnál: a sárgás részeket az erős napsütés könnyen kiégeti, a fagy gyakran elpusztítja. A lomblevelűeknél gyakori piros levélszín ebben a csoportban kivételesen ritka.
Jellegzetesen egyivarú növények, tehát más-más virágon fejlődnek a porzók és termők. Ezek azonban többnyire ugyanazon a növényen, bár eltérő helyzetben nőnek, azaz többségük egylaki bár kivételként (pl. a Juniperus, Cephalotaxus, Taxus, Araucaria és Podocarpus nemzetségekben) előfordulnak kétlaki fajok is. Elfásodó női virágzatuk a toboz. Porzós virágaik barka jellegűek, bár egyes ismertetők ezeket is tobozoknak nevezik.

### Tobozaik
A cikászoknak is vannak tobozai, de egészen más jellegűek: a fő hajtástengely végén helyezkednek el és erősen módosult levelekből állnak. A toboztermők tobozai oldalhajtásokon fejlődnek, és pikkelyeik legalább részben hajtásokból alakultak át. A porzós és termőleveles tobozok szerkezete alapvetően eltérő. Egyes taxonoknak, pl. a tiszafaféléknek nincs is magvas toboza (teljesen redukálódott) tehát ebben a törzsben még maga a toboz sem általános tulajdonság. Valószínűsítik, hogy a a porzós  tobozok többé-kevésbé megőrizték az ősi állapotot, a nőivarúak evolúciója viszont igen gyors volt, redukciókkal és összenövésekkel.
A női tobozok termő- és meddő- (murva-) pikkelyekből állanak — ezek spirálisan erednek a tengelyképletből. A pikkelyek alakja, elrendezése igen változatos, a termő és meddő pikkelypárok a módosulás és összenövés számos változatát mutatják. A magkezdemény „fordítva” ül a pikkelyen, azaz a mikropile a toboz tengelye felé néz. A magkezdeményben kifejlődő gametofiton soksejtű, egy vagy több archegóniummal és azokban egy-egy petesejttel. A porzós tobozkákban a sporofillumok spirálisan rendezettek (kivéve a ciprusféléket, amelyekben körkörösen). Közöttük nincsenek meddő pikkelyek, viszont a tobozkák egy-egy murvalevél hónaljában ülnek. Fejlődéstanilag az ilyen tobozkák egész csoportja tekinthető hím toboznak, de közönségesen az egyes tobozkákat vesszük annak. Egy levél alsó (abaxiális) oldalán két vagy sok sporangium fejlődik. A pollenen két családban is két légzsák alakult ki. A legtöbb fajnál a mikropilén kiválasztott nektárcsepp vagy egy ragadós felület fogja fel a pollent. Hímivarsejtjeik nem mozgók; a spermasejtek a pollencsövön át jutnak a petesejthez. A megtermékenyítés után az embrió a gametofitontól kapja a tápanyagokat. A magvak gyakran szárnyasak. Amint fenti jellemzők jól mutatják, megporzásukban és terjedésükben is a szél játssza a fő szerepet. Sok sziklevelük van; akár 18 is lehet.

## Életmódjuk, termőhelyük
Hűvös és hideg éghajlaton egyes növénytársulásokban szerepük egyeduralkodó — különösen a holarktikus régióban és a magas hegységekben — de a déli félgömbön sem játszanak alárendelt szerepet.
Többségük örökzöld, de vannak lombhullató fajok is:
- vörösfenyő (Larix spp.),
- kínai mamutfenyő (Metasequoia glyptostroboides),
- kínai aranyfenyő (Pseudolarix amabilis),
- mocsárciprus (Taxodium spp.).

Több faj  (erdeifenyő, feketefenyő stb.) tobozai csak a beporzást követő évben termékenyülnek meg.